# Liga Croata de Basquetebol de 2023-24
A Temporada da Liga Croata de 2023–24 foi a 33ª edição da competição de elite do basquetebol da Croácia tendo o KK Zadar como defensor do título croata e buscando seu quinto título.  A competição passou a ser conhecida por Favbet Premijer liga, recebendo Naming Right de empresa de apostas.
A participação de clubes croatas em eventos internacionais tem ficado restrita à competições regionais como a Liga ABA e a Copa Alpe Adria, fora de competições FIBA e Euroleague Basketball.

## Clubes Participantes
| Clube             | Cidade    | Arena                             | Capacidade |
| ----------------- | --------- | --------------------------------- | ---------- |
| Alkar             | Sinj      | Sportska dvorana Ivica Glavan Ićo | 600        |
| Bosco             | Zagreb    | Boško Božić-Pepsi Sports Hall     | 2 500      |
| Cedevita Junior   | Zagreb    | Dom Sportova                      | 3 500      |
| Cibona            | Zagreb    | Pavilhão Drazen Petrovic          | 5 400      |
| DepoLink Škrljevo | Škrljevo  | Dvorana Mavrinci                  | 720        |
| Dinamo-Zagreb     | Zagreb    | Pavilhão Drazen Petrovic          | 5 400      |
| Dubrava           | Zagreb    | Pavilhão Dubrava                  | 2 000      |
| Dubrovnik         | Dubrovnik | SD Gospino Polje                  | 2 500      |
| Split             | Split     | Arena Gripe                       | 3 500      |
| Šibenka           | Šibenik   | Pavilhão Baldekin                 | 900        |
| Zabok             | Zabok     | Pavilhão Zabok                    | 3 000      |
| Zadar             | Zadar     | Krešimir Ćosić                    | 7 997      |

## Temporada Regular

### Tabela de Classificação
| Pos. | Clube             | J  | Pt. | V  | D  | P+    | P-    | SP   | Classificação |
| ---- | ----------------- | -- | --- | -- | -- | ----- | ----- | ---- | ------------- |
| 1    | Zadar             | 33 | 64  | 31 | 2  | 2.927 | 2.351 | 576  | Playoffs      |
| 2    | Split             | 33 | 61  | 28 | 5  | 2.857 | 2.400 | 457  | Playoffs      |
| 3    | Cibona            | 33 | 55  | 22 | 11 | 2.639 | 2.514 | 125  | Playoffs      |
| 4    | Cedevita Junior   | 33 | 54  | 21 | 12 | 2.870 | 2.660 | 210  | Playoffs      |
| 5    | Dinamo-Zagreb     | 33 | 53  | 20 | 13 | 2.805 | 2.575 | 230  | Playoffs      |
| 6    | Zabok             | 33 | 50  | 17 | 16 | 2.724 | 2.711 | 13   | Playoffs      |
| 7    | KK Dubrovnik      | 33 | 48  | 15 | 18 | 2.485 | 2.530 | -45  | Playoffs      |
| 8    | KK Dubrava        | 33 | 47  | 14 | 19 | 2.649 | 2.742 | -93  | Playoffs      |
| 9    | Šibenka           | 33 | 46  | 13 | 20 | 2.649 | 2.706 | -57  |               |
| 10   | Alkar             | 33 | 42  | 9  | 24 | 2.567 | 2.739 | -172 |               |
| 11   | DepoLink Škrljevo | 33 | 40  | 7  | 26 | 2.716 | 3.066 | -350 | Repescagem    |
| 12   | Bosco             | 33 | 34  | 1  | 32 | 2.349 | 3.243 | -894 | Rebaixado     |

fonte:hks-cbf.hr/standings/"HT Premijer liga 2023-24/Regularni Dio
|  |                                         |
|  | Classificados para os Playoffs          |
|  | Classificado para disputar a Repescagem |
|  | Rebaixado para a Segunda Divisão        |

### Primeira fase de grupos
| Casa\Visitante    | ALK    | BOS    | CED    | CIB   | SKR    | DIN    | DUB    | DBK    | SPL   | SIB    | ZAB    | ZAD    |
| ----------------- | ------ | ------ | ------ | ----- | ------ | ------ | ------ | ------ | ----- | ------ | ------ | ------ |
| Alkar             |        | 83-95  | 73-81  | 63-78 | 90-88  | 53-76  | 74-73  | 58-57  | 86-91 | 81-73  | 80-95  | 70-84  |
| Bosco             | 52-94  |        | 67-104 | 67-77 | 88-91  | 72-96  | 90-109 | 54-101 | 77-91 | 43-88  | 65-90  | 78-81  |
| Cedevita Junior   | 95-81  | 105-74 |        | 70-82 | 94-81  | 96-91  | 89-73  | 87-73  | 65-89 | 117-93 | 102-68 | 97-101 |
| Cibona            | 89-76  | 84-69  | 78-68  |       | 76-58  | 75-68  | 71-53  | 83-55  | 72-85 | 68-87  | 83-89  | 81-99  |
| DepoLink Škrljevo | 94-88  | 98-91  | 84-95  | 78-85 |        | 77-91  | 100-94 | 72-86  | 80-99 | 83-88  | 85-89  | 72-108 |
| Dinamo-Zagreb     | 74-68  | 106-61 | 91-64  | 89-97 | 98-59  |        | 86-72  | 84-66  | 66-82 | 83-80  | 79-84  | 65-78  |
| Dubrava           | 91-100 | 78-65  | 83-86  | 73-78 | 92-82  | 89-100 |        | 74-78  | 67-99 | 61-50  | 95-88  | 71-87  |
| Dubrovnik         | 78-75  | 108-87 | 73-79  | 77-84 | 101-87 | 80-90  | 78-72  |        | 72-76 | 76-72  | 72-59  | 64-83  |
| Split             | 80-65  | 104-54 | 80-62  | 57-63 | 105-92 | 74-60  | 98-79  | 91-77  |       | 90-56  | 87-72  | 67-65  |
| Šibenka           | 83-75  | 98-77  | 81-83  | 75-89 | 94-74  | 98-74  | 83-64  | 77-88  | 75-98 |        | 97-92  | 75-80  |
| Zabok             | 85-58  | 104-78 | 75-95  | 78-89 | 101-84 | 73-88  | 81-96  | 92-79  | 88-82 | 70-72  |        | 58-79  |
| Zadar             | 106-73 | 105-64 | 89-68  | 79-83 | 103-84 | 77-73  | 83-58  | 98-59  | 57-63 | 85-68  | 97-84  |        |

fonte:resultados extraídos de hks-cbf.hr podendo ser conferidos em eurobasket.com/Croatia

### Playoff de despromoção
| Time 1            | Soma      | Time 2                  | 1º Jogo | 2º Jogo  |
| ----------------- | --------- | ----------------------- | ------- | -------- |
| DepoLink Škrljevo | 166 - 189 | KK Vrijednosnice Osijek | 81 - 80 | 109 - 85 |

## Playoffs

### Confrontos

#### Quartas de final
| Time 1          | Série | Time 2        | 1º Jogo  | 2º Jogo  | 3º Jogo  |
| --------------- | ----- | ------------- | -------- | -------- | -------- |
| Zadar           | 2 - 0 | KK Dubrava    | 78 - 61  | 90 - 78  | -        |
| Cedevita Junior | 1 - 2 | Dinamo-Zagreb | 95 - 82  | 71 - 102 | 89 - 100 |
| Split           | 2 - 0 | KK Dubrovnik  | 100 - 78 | 82 - 74  | -        |
| Cibona          | 2 - 1 | Zabok         | 92 - 75  | 70 - 73  | 97 - 67  |

#### Semifinal
| Time 1 | Série | Time 2        | 1º Jogo | 2º Jogo | 3º Jogo |
| ------ | ----- | ------------- | ------- | ------- | ------- |
| Zadar  | 2 - 0 | Dinamo-Zagreb | 83 - 68 | 78 - 67 | -       |
| Split  | 2 - 0 | Cibona        | 89 - 74 | 96 - 67 | -       |

#### Final
| Time 1 | Série | Time 2 | 1º Jogo | 2º Jogo | 3º Jogo | 4º Jogo | 5º Jogo |
| ------ | ----- | ------ | ------- | ------- | ------- | ------- | ------- |
| Zadar  | 3 - 2 | Split  | 78 - 85 | 92 - 71 | 77 - 87 | 84 - 55 | 93 - 66 |

## Campeões
| Favbet Premijer Liga 2023-24 Campeões |
| ------------------------------------- |
| KK Zadar 5º Título                    |

## Clubes croatas em competições internacionais
| Clube           | Competição              | TR | TR | PO | PO |                                                           |
| Clube           | Competição              | V  | D  | V  | D  | Resultado                                                 |
| --------------- | ----------------------- | -- | -- | -- | -- | --------------------------------------------------------- |
| Cibona          | Liga Adriática          | 9  | 17 | -  | -  | Eliminado - como 12º colocado na temporada regular        |
| Split           | Liga Adriática          | 11 | 15 | -  | -  | Eliminado - como 9º colocado na temporada regular         |
| Zadar           | Liga Adriática          | 14 | 12 | -  | -  | Classificado - como 6º colocado na temporada regular      |
| Zadar           | Liga Adriática          | -  | -  | 0  | 2  | Eliminado - derrotado para Budućnost VOLI (69-100, 73-80) |
| Cedevita Junior | Liga Adriática (2ª div) | 4  | 9  | -  | -  | Eliminado - como 12º colocado na temporada regular        |
| Šibenik         | Liga Adriática (2ª div) | 2  | 11 | -  | -  | Eliminado - como 13º colocado na temporada regular        |
| Dinamo-Zagreb   | Copa Alpe Ádria         | 3  | 5  | -  | -  | Eliminado - como 4º colocado no Grupo A                   |
| KK Dubrava      | Copa Alpe Ádria         | 4  | 6  | -  | -  | Eliminado - como 4º colocado no Grupo B                   |